# زاغة (خوي)
زاغة هي قرية في مقاطعة خوي، إيران. يقدر عدد سكانها بـ 18 نسمة بحسب إحصاء 2016.